# Voie biliaire principale
 (avril 2017).
Si vous disposez d'ouvrages ou d'articles de référence ou si vous connaissez des sites web de qualité traitant du thème abordé ici, merci de compléter l'article en donnant les références utiles à sa vérifiabilité et en les liant à la section « Notes et références ».
La voie biliaire principale est constituée de deux segments :
- le canal hépatique : il est formé par la convergence des deux canaux hépatiques droit et gauche au niveau du hile du foie pour former le canal hépatique.
- le canal cholédoque : il fait suite à la réunion du canal cystique avec le canal hépatique.

Ces confluences peuvent se faire de façon très variable. 
On peut décrire au canal cholédoque deux segments dans son trajet :
- le segment pédiculaire : oblique en bas et à gauche, il est situé dans le bord droit du petit epiploon, compagne le tronc porte et l'artère hépatique propre formant le pédicule hépatique.
- le segment rétro-dueodéno-pancréatique : où le cholédoque devient progressivement intra-pancréatique , il rejoint ainsi le canal de Wirsung pour se terminer au niveau de l'ampoule de Vater.

Il s'agit d'un appareil sphinctérien , constitué de deux sphincters :
- un sphincter cholédocien propre au canal cholédoque,
- un sphincter du canal de Wirsung.

Le tout forme le sphincter d'Oddi.